# Hellvi landskommun
Hellvi landskommun  var en tidigare kommun i Gotlands län.

## Administrativ historik
När 1862 års kommunalförordningar trädde i kraft inrättades i Sverige cirka 2 500 kommuner. Huvuddelen av dessa var landskommuner (baserade på den äldre sockenindelningen), vartill kom 89 städer och åtta köpingar. Då inrättades i  Hellvi socken i Gotlands norra härad på Gotland denna kommun. 
Vid kommunreformen 1952 uppgick denna  landskommun i Lärbro landskommun som senare 1971 uppgick i Gotlands kommun.

## Politik

### Mandatfördelning i Hellvi landskommun 1938-1946
| 11 | 4 | 5 |

| 19 |

| 14 | 6 |

| 19 |

| 15 | 5 |

| 17 | 3 |